# Бахметев, Иван Иванович
Иван Иванович Бахметев (2 (12) июля 1683 — 2 (13) октября 1760, Москва) — русский военный и государственный деятель из рода Бахметевых, обер-прокурор Сената (1740), генерал-лейтенант (1740), действительный тайный советник (1753).

## Биография
Родился в семье стольника Ивана Ефремовича Бахметева (ок. 1648—1729) и уже в молодые годы стал известен императору Петру I, который отметил его как способного офицера. С декабря 1703 года Иван Иванович был зачислен рядовым в Семёновский полк. В 1708 году произведён в сержанты, а позднее в прапорщики. Участвовал в Северной войне (в битве при Лесной был дважды ранен) и Прутском походе. В 1711 году произведен в чин подпоручика, в 1712 — поручика.
С 9 декабря 1717 году в чине поручика Преображенского полка служил асессором в канцелярии розыскных дел князя Ивана Дмитриева-Мамонова. Рассматривал, по поручению Петра Великого, дело по ответу сенатора графа Петра Апраксина на поступки сенатора князя Якова Долгорукова; в 1719 году — дело сибирского губернатора князя Матвея Гагарина. С 1719 года капитан-поручик. В царствование Петра I был зачислен в придворный штаб «шафером» цесаревны и впоследствии исполнял поручения Высочайшего двора.
С января 1723 года — следователь, с марта 1723 по 1725 год — судья «Вышнего суда». В 1724 году состоял в составе следственной комиссии по делу камергера Виллима Монса и стал одним из подписантов приговора. С 11 мая 1725 управлял Ревизион-конторой Сената.
В 1726 году, в царствование Екатерины I, пожалован чином полковника, назначен в астраханский полк с оставлением в гвардии. Половцов ошибочно приписывает: «Верховный тайный совет устранил его из столицы, назначив воеводой (в 1729 году) в Алатырскую провинцию». Эти сведения, однако, касаются его кузена майора Ивана Дмитриевича Бахметева.
С воцарением императрицы Анны Иоанновны возвращён ко Двору и в 1733 году пожалован чином генерал-майора. В феврале 1733 года проводил следствие в Великолуцкой провинции. Участвовал в войне за польское наследство. После взятия Данцига командующий русскими войсками в Речи Посполитой фельдмаршал граф Миних выделил под команду Бахметева корпус в 6817 солдат и 1102 казаков. С этим корпусом Иван Иванович действовал в Великой Польше. В 1735 году участвовал в рейнском походе под командой генерал-аншефа Петра Ласси.
Во время войны с Турцией Бахметев участвовал в осаде Очакова и после взятия крепости был назначен её комендантом. В начале 1739 года Иван Иванович состоял в обороне Украинской линии, когда произошёл последний набег крымских татар. 15 (26) февраля орда переправилась через Днепр рядом с территорией Миргородского полка. Благодаря активным действиям отряда Бахметева в 2100 человек, настигшим татар спустя 2 часа после их переправы, орда была разгромлена. Около 4000 воинов, 30 мурз и 2 «султана» утонули в специально устроенных прорубях на Днепре или были убиты в боях. 19 февраля (2 марта) остатки орды ушли в Крым. Действия Бахметева показали, что гарнизоны днепровских и самарских крепостей достаточно сильны, что позволило правительству выставить в поле больше полков.
При дворе Бахметев входил в партию герцога Эрнста Бирона и пользовался его покровительством. 2 (13) марта 1740 года он был назначен присутствовать в Сенате, а затем состоял в комиссии князя Никиты Трубецкого по рассмотрению дела о сообщниках Артемия Волынского. Став регентом, герцог Бирон 1 ноября 1740 года произвёл Ивана Ивановича в генерал-лейтенанты, а 3 ноября назначил обер-прокурором Сената.
После падения Бирона Бахметев сохранил своё положение и даже состоял в комиссии для суда над своим бывшим покровителем. В регентство Великой княгини Анны Леопольдовны Сенат поручил Бахметеву надзор за скорейшим окончанием строительства дороги от Вологодской Ямской до Соснинской пристани. За выполнение этого поручения 14 (25) августа 1741 года Анна Леопольдовна пожаловала Ивана Ивановича в кавалеры ордена Святого Александра Невского.
Переворот Елизаветы Петровны опять не затронул Бахметева, который продолжил занимать прежнее положение. В 1741 году он участвовал в войне со Швецией, в 1743 г. участвовал в работе конференции по заключению мирного договора. 5 сентября 1753 г. переведён из военного звания в гражданское с производством в чин действительного тайного советника. В 1758 году ему поручено было произвести следствие о происшедшей в Москве ссоре и драке господских служителей во время представления комедианта Сатюра.
Умер Иван Иванович в должности сенатора, но с 1758 года в Сенате не присутствовал.

## Семья
Жена — графиня Анна Андреевна Толстая — дочь действительного статского советника, графа А. И. Толстого(она родилась 11.06.1751 г., а И.И.Бахметев умер в 1760; поэтому она жена видимо некого другого " ....... Ивановича Бахметева", прожившего 50 лет, и погребённого именно ею в Донском монастыре, что зафиксировано в известном справочнике "Московский некрополь").
Возможна такая простая причина возникшей генеалогической неувязки: ошибочное определение генеалогами 19-го века жены сенатора И.И. Бахметева.
Дети (от N):
- Григорий
- Николай
- Анна (1767? — ?) — воспитанница Смольного института благородных девиц